# Saint-Germain-de-Joux

Saint-Germain-de-Joux este o comună în departamentul Ain din estul Franței.